# Lymantria lamda
Lymantria lamda är en fjärilsart som beskrevs av Collenette 1936. Lymantria lamda ingår i släktet Lymantria och familjen tofsspinnare. Inga underarter finns listade i Catalogue of Life.